# Winter-X-Games 2016
Die Winter X Games XX (Umbenannt in Winter X Games Aspen '16; im offiziellen Logo als Winter X Games Twenty betitelt) fanden vom 28. bis 31. Januar 2016 zum 15. Mal in Folge in Aspen, Colorado statt. Der Event wurde von ESPN produziert. Ausgetragen wurden acht Freestyle-Skiing, neun Snowboard und drei Schneemobil-Wettbewerbe.

## Resultate

### Medaillenspiegel
Legende:
| Rang | Land                | Gold | Silber | Bronze | Gesamt |
| ---- | ------------------- | ---- | ------ | ------ | ------ |
| 1    | Vereinigte Staaten  | 8    | 10     | 6      | 24     |
| 2    | Kanada              | 5    | 4      | 2      | 11     |
| 3    | Frankreich          | 2    | 1      | 3      | 6      |
| 4    | Australien          | 1    | 1      | 2      | 4      |
| 5    | Schweiz             | 1    | 0      | 1      | 2      |
| 6    | Estland             | 1    | 0      | 0      | 1      |
| 6    | Neuseeland          | 1    | 0      | 0      | 1      |
| 6    | Finnland            | 1    | 0      | 0      | 1      |
| 9    | Norwegen            | 0    | 1      | 3      | 4      |
| 10   | Japan               | 0    | 1      | 1      | 2      |
| 11   | Tschechien          | 0    | 1      | 0      | 1      |
| 11   | Schweden            | 0    | 1      | 0      | 1      |
| 13   | Volksrepublik China | 0    | 0      | 1      | 1      |
| 13   | Deutschland         | 0    | 0      | 1      | 1      |

### Freestyle-Skiing

#### Frauen Superpipe
| Rang | Name                | Lauf 1 | Lauf 2 | Lauf 3 | Bestes Ergebnis |
| ---- | ------------------- | ------ | ------ | ------ | --------------- |
|      | Maddie Bowman       | 85,33  | 87,33  | 89,00  | 89,00           |
|      | Ayana Onozuka       | 77,33  | 81,66  | 85,00  | 85,00           |
|      | Annalisa Drew       | 83,00  | 16,66  | 79,00  | 83,00           |
| 4    | Cassie Sharpe       | 79,33  | 71,00  | 23,33  | 79,33           |
| 5    | Janina Kuzma        | 74,00  | 33,00  | 72,33  | 74,00           |
| 6    | Rosalind Groenewoud | 69,33  | 69,66  | 70,33  | 70,33           |
| 7    | Devin Logan         | 13,00  | 33,00  | 63,33  | 63,33           |
| 8    | Brita Sigourney     | 43,66  | 20,66  | 14,00  | 43,66           |

#### Männer Superpipe
| Rang | Name                | Lauf 1 | Lauf 2 | Lauf 3 | Bestes Ergebnis |
| ---- | ------------------- | ------ | ------ | ------ | --------------- |
|      | Kévin Rolland       | 29,66  | 21,66  | 93,33  | 93,33           |
|      | Gus Kenworthy       | 91,33  | 92,33  | 31,66  | 92.33           |
|      | Benoit Valentin     | 14,66  | 90,66  | 24,00  | 90,66           |
| 4    | Alex Ferreira       | 87,00  | 86,66  | 82,33  | 87,00           |
| 5    | Torin Yater-Wallace | 83,00  | 17,00  | 86,33  | 86,33           |
| 6    | Lyman Currier       | 81,33  | 86,00  | 38,66  | 86,00           |
| 7    | Byron Wells         | 85,33  | 14,00  | 16,00  | 85,33           |
| 8    | David Wise          | 13,66  | 75,00  | 12,00  | 75,00           |

#### Männer Big Air
| Rang | Name            | Ergebnis |
| ---- | --------------- | -------- |
|      | Fabian Bösch    | 86       |
|      | Bobby Brown     | 85       |
|      | Elias Ambühl    | 84       |
| 4    | Henrik Harlaut  | 80       |
| 5    | Kai Mahler      | 79       |
| 6    | Vincent Gagnier | 78       |
| 7    | Luca Schuler    | 67       |
| 8    | Jossi Wells     | 56       |

#### Frauen Slopestyle
| Rang | Name                       | Lauf 1 | Lauf 2 | Lauf 3 | Bestes Ergebnis |
| ---- | -------------------------- | ------ | ------ | ------ | --------------- |
|      | Kelly Sildaru              | 93,00  | 89,66  | 51,66  | 93,00           |
|      | Tiril Sjåstad Christiansen | 88,33  | 90,00  | 91,66  | 91,66           |
|      | Johanne Killi              | 85,66  | 39,66  | 77,66  | 85,66           |
| 4    | Maggie Voisin              | 71,33  | 83,66  | 84,66  | 84,66           |
| 5    | Dara Howell                | 70,66  | 15,66  | 76,33  | 76,33           |
| 6    | Emma Dahlström             | 38,33  | 66,00  | 39,66  | 66,00           |
| 7    | Devin Logan                | 65,66  | 23,66  | 5,33   | 65,66           |
| 8    | Keri Herman                | 60,00  | 51,66  | 60,66  | 60,66           |

#### Männer Slopestyle
| Rang | Name           | Lauf 1 | Lauf 2 | Lauf 3 | Bestes Ergebnis |
| ---- | -------------- | ------ | ------ | ------ | --------------- |
|      | Jossi Wells    | 88,33  | 84,33  | 90,00  | 90,00           |
|      | Gus Kenworthy  | 81,00  | 81,00  | 87,33  | 87,33           |
|      | Øystein Bråten | 84,33  | 35,00  | 82,00  | 82,00           |
| 4    | James Woods    | 82,33  | 83,00  | 76,33  | 83,00           |
| 5    | Bobby Brown    | 67,00  | 82,00  | 82,66  | 82,66           |
| 6    | Andri Ragettli | 80,33  | 74,66  | 30,66  | 80,33           |
| 7    | McRae Williams | 74,66  | 19,66  | 49,33  | 74,66           |
| 8    | Alex Bellemare | 27,33  | 29,33  | 66,33  | 66,33           |

#### Männer Skicross
| Rang | Name                  | Zeit      |
| ---- | --------------------- | --------- |
|      | Brady Leman           | 48,571 s. |
|      | Bastien Midol         | 49,108 s. |
|      | Christopher Del Bosco | 49,277 s. |
| 4    | Alex Fiva             | 49,297 s. |
| 5    | Thomas Zangerl        | 49,480 s. |
| 6    | Jonas Lenherr         | 49,913 s. |

#### Frauen Skicross
| Rang | Name              | Zeit      |
| ---- | ----------------- | --------- |
|      | Kelsey Serwa      | 51,417 s. |
|      | Marielle Thompson | 51,812 s. |
|      | Alizée Baron      | 52,061 s. |
| 4    | Ophelie David     | 52,264 s. |
| 5    | Katrin Ofner      | 52,780 s. |
| 6    | Anna Holmlund     | 53,090 s. |

#### Männer Mono Skier X
| Rang | Name            | Zeit          |
| ---- | --------------- | ------------- |
|      | Jerôme Elbrycht | 1:12,207 min. |
|      | Nikko Landeros  | 1:12,545 min. |
|      | Kevin Bramble   | 1:12,903 min. |
| 4    | Josh Elliott    | 1:12,963 min. |

### Snowboard

#### Special Olympics Dual Slalom
| Rang | Name                           | Zeit    |
| ---- | ------------------------------ | ------- |
|      | Chris Klug Henry Meece         | 36,0 s. |
|      | Danny Davis Zach Elder         | 36,8 s. |
|      | Hannah Teter Daina Shilts      | 38,0 s. |
| 4    | Sage Kotsenburg Denny Wedekind | 38,5 s. |
| 5    | Jamie Anderson Cody Field      | 41,6 s. |
| 6    | Chloe Kim Christopher Mitchell | 43,6 s. |
| 7    | Silje Norendal Andre Berg      | 44,3 s. |
| 8    | Josh Kerr Steven Utgaard       | 48,9 s. |

#### Männer Snowboardcross
| Rang | Name                | Zeit          |
| ---- | ------------------- | ------------- |
|      | Jarryd Hughes       | 59,292 s.     |
|      | Alex Pullin         | 59,332 s.     |
|      | Konstantin Schad    | 59,522 s.     |
| 4    | Alessandro Hämmerle | 59,525 s.     |
| 5    | Trevor Jacob        | 1:00,680 min. |
| 6    | Nikolai Oljunin     |               |

#### Frauen Snowboardcross
| Rang | Name                | Zeit          |
| ---- | ------------------- | ------------- |
|      | Lindsey Jacobellis  | 1:00,957 min. |
|      | Eva Samková         | 1:00,998 min. |
|      | Nelly Moenne-Loccoz | 1:02,943 min. |
| 4    | Belle Brockhoff     | 1:03,290 min. |
| 5    | Faye Gulini         | 1:04,344 min. |
| 6    | Chloé Trespeuch     | 1:42,893 min. |

#### Männer Snowboard X Adaptive
| Rang | Name              | Zeit          |
| ---- | ----------------- | ------------- |
|      | Matti Suur-Hamari | 1:04,820 min. |
|      | Alex Massie       | 1:05,531 min. |
|      | Ben Tudhope       | 1:08,609 min. |
| 4    | Mike Shea         | 1:09,126 min. |
| 5    | Evan Strong       | 1:09,451 min. |
| 6    | Owen Pick         |               |

#### Männer Big Air
| Rang | Name              | Ergebnis |
| ---- | ----------------- | -------- |
|      | Maxence Parrot    | 93       |
|      | Mark McMorris     | 91       |
|      | Yūki Kadono       | 88       |
| 4    | Sébastien Toutant | 84       |
| 5    | Ståle Sandbech    | 78       |
| 6    | Darcy Sharpe      | 64       |
| 7    | Kyle Mack         | 63       |
| 8    | Sven Thorgren     | 39       |

#### Männer Slopestyle
| Rang | Name               | Lauf 1 | Lauf 2 | Lauf 3 | Bestes Ergebnis |
| ---- | ------------------ | ------ | ------ | ------ | --------------- |
|      | Mark McMorris      | 13,33  | 92,66  | 24,00  | 92,66           |
|      | Sébastien Toutant  | 90,00  | 26,33  | 12,00  | 90,00           |
|      | Mons Røisland      | 12,66  | 17,33  | 86,33  | 86,33           |
| 4    | Eric Willett       | 82,66  | 13,66  | 11,00  | 82,66           |
| 5    | Aleksander Østreng | 19,66  | 77,66  | 47,33  | 77,66           |
| 6    | Darcy Sharpe       | 60,00  | 34,66  | 18,66  | 60,00           |
| 7    | Ståle Sandbech     | 19,33  | 33,33  | 55,66  | 55,66           |
| 8    | Sven Thorgren      | 30,00  | 50,00  | 20,33  | 50,00           |

#### Frauen Slopestyle
| Rang | Name            | Lauf 1 | Lauf 2 | Lauf 3 | Bestes Ergebnis |
| ---- | --------------- | ------ | ------ | ------ | --------------- |
|      | Spencer O’Brien | 79,33  | 91,00  | 89,33  | 91,00           |
|      | Jamie Anderson  | 77,00  | 31,66  | 89,00  | 89,00           |
|      | Hailey Langland | 85,00  | 88,00  | 87,66  | 88,00           |
| 4    | Silje Norendal  | 66,33  | 79,33  | 85,00  | 85,00           |
| 5    | Christy Prior   | 82,66  | 84,00  | 25,66  | 84,00           |
| 6    | Katie Ormerod   | 74,66  | 30,00  | 23,33  | 74,66           |
| 7    | Klaudia Medlova | 36,33  | 24,66  | 55,66  | 55,66           |
| 8    | Cheryl Maas     | 54,66  | 48,00  | 24,66  | 54,66           |

#### Frauen Superpipe
| Rang | Name          | Lauf 1 | Lauf 2 | Lauf 3 | Bestes Ergebnis |
| ---- | ------------- | ------ | ------ | ------ | --------------- |
|      | Chloe Kim     | 63,00  | 95,00  | 17,33  | 95,00           |
|      | Arielle Gold  | 86,00  | 10,33  | 32,00  | 86,00           |
|      | Cai Xuetong   | 78.33  | 80,33  | 13,66  | 80,33           |
| 4    | Liu Jiayu     | 72,33  | 70,00  | 76,00  | 76,00           |
| 5    | Kelly Clark   | 6,33   | 74,00  | 4,33   | 74,00           |
| 6    | Hannah Teter  | 67,33  | 23,66  | 24,66  | 67,33           |
| 7    | Maddie Mastro | 64,00  | 20,00  | 41,00  | 64,00           |
| 8    | Elena Hight   | 59,66  | 38,33  | 32,00  | 59,66           |

#### Männer Superpipe
| Rang | Name                | Punkte |
| ---- | ------------------- | ------ |
|      | Matt Ladley         | 82,33  |
|      | Ben Ferguson        | 79,00  |
|      | Scotty James        | 76,00  |
| 4    | Brett Esser         | 66,66  |
| 5    | Gabe Ferguson       | 60,33  |
| 6    | Jan Scherrer        | 57,33  |
| 7    | Taku Hiraoka        | 57,00  |
| 8    | Christian Haller    | 50,00  |
| 9    | Danny Davis         | 40,33  |
| 10   | Ayumu Hirano        | 40,33  |
| 11   | Chase Josey         | 38,33  |
| 12   | Iouri Podladtchikov | 11,33  |

### Schneemobil

#### SnoCross Adaptive Resultate
| Rang | Name            | Zeit          |
| ---- | --------------- | ------------- |
|      | Mike Schultz    | 4:32,944 min. |
|      | Paul Tracker    | 5:26,438 min. |
|      | E. J. Poplawski | 5:30,674 min. |
| 4    | Jim Wazny       | 5:33,096 min. |
| 5    | Chris Heppding  | DNF           |
| 6    | Jeff Tweet      | DNF           |
| 7    | Billy Burkhardt | DNF           |

#### SnoCross Resultate
| Rang | Name            | Zeit           |
| ---- | --------------- | -------------- |
|      | Tucker Hibbert  | 16:05,739 min. |
|      | Adam Renheim    | 16:16,443 min. |
|      | Corin Todd      | 16:20,037 min. |
| 4    | Logan Christian | 16:21,572 min. |
| 5    | John Stenberg   | 16:28,643 min. |
| 6    | Elias Ishoel    | 16:31,938 min. |
| 7    | Tim Tremblay    | 16:34,195 min. |
| 8    | Corey Watkinson | 16:40,458 min. |
| 9    | Jake Scott      | 16:43,153 min. |
| 10   | Ross Martin     | DNF            |

#### Freestyle Resultate
| Rang | Name             | Ergebnis |
| ---- | ---------------- | -------- |
|      | Joe Parsons      | 90,00    |
|      | Heath Frisby     | 87,66    |
|      | Brett Turcotte   | 86,66    |
| 4    | Cory Davis       | 83,66    |
| 5    | Willie Elam      | 82,66    |
| 6    | Rasmus Johansson | 80,00    |
| 7    | Josh Penner      | 75,33    |
| 8    | Colten Moore     | 69,66    |